# Falconer (Nueva York)
Falconer es una villa ubicada en el condado de Chautauqua en el estado estadounidense de Nueva York. En el año 2000 tenía una población de 2,540 habitantes y una densidad poblacional de 906 personas por km².

## Geografía
Falconer se encuentra ubicada en las coordenadas 42°7′8″N 79°12′1″O / 42.11889, -79.20028.

## Demografía
Según la Oficina del Censo en 2000 los ingresos medios por hogar en la localidad eran de $32,222, y los ingresos medios por familia eran $41,711. Los hombres tenían unos ingresos medios de $34,961 frente a los $21,250 para las mujeres. La renta per cápita para la localidad era de $15,205. Alrededor del 10.1% de la población estaban por debajo del umbral de pobreza.